# Caserne Colbert

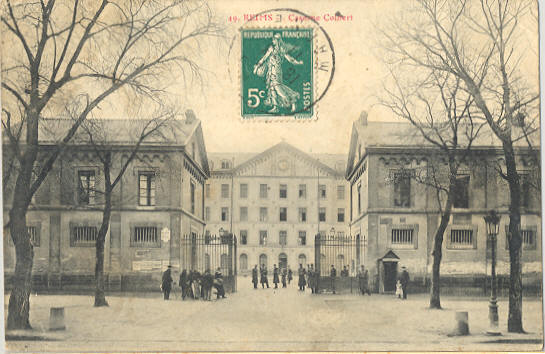
Tor der Caserne Colbert, 1911 (Diese Ansicht ist heute noch vorhanden)

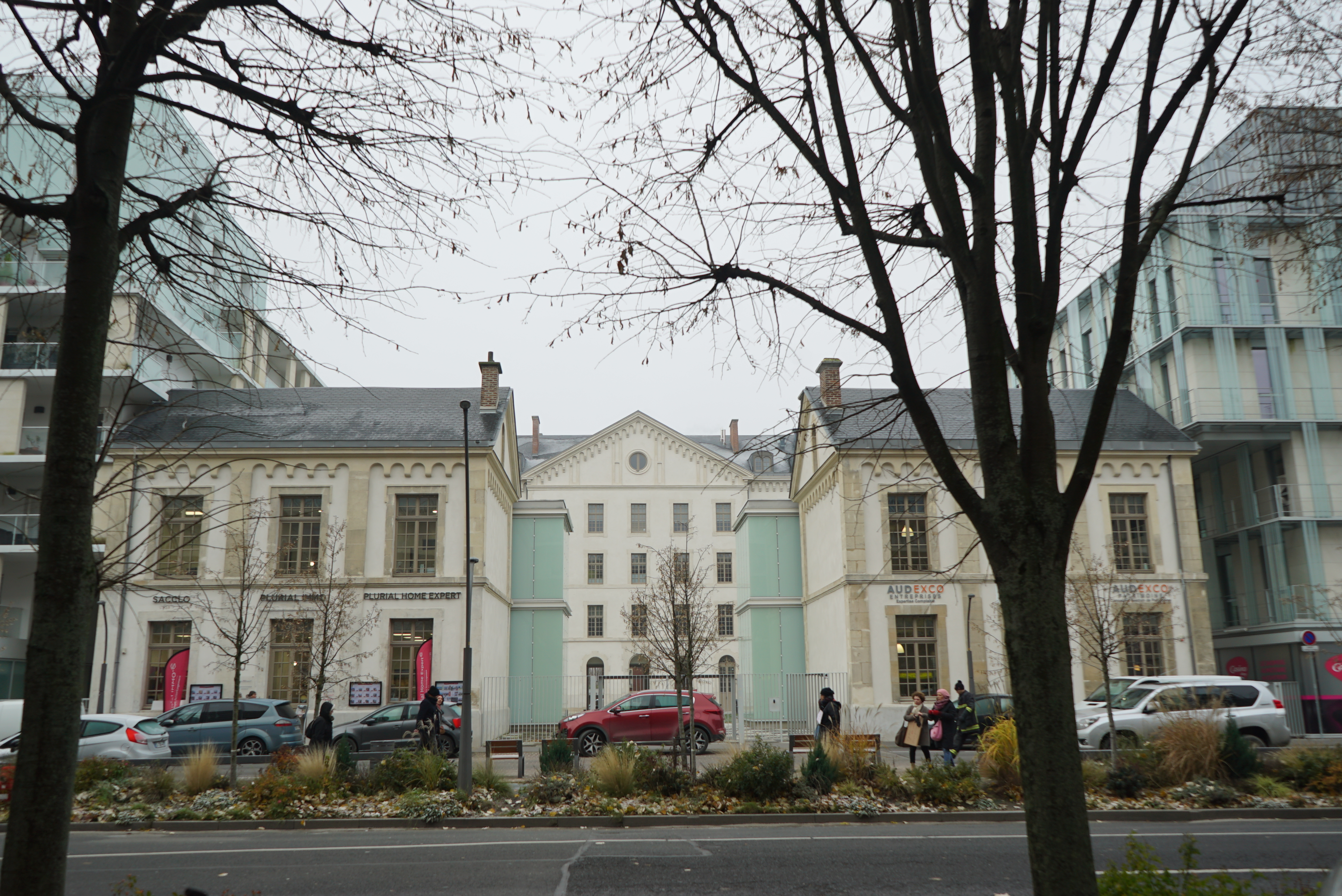
2020

Die Caserne Colbert ist eine Kaserne in Reims. Erbaut wurde sie ab 1853 durch den Architekten Narcisse Brunette an der Stelle des „Tour des Trois-Museaux“ der ehemaligen Stadtumwallung. Sie war die größte Kaserne in Reims.
Die Kaserne liegt am „Boulevard de la Paix“ (vormals Boulevard Cérès). Zwischen 1873 und 1914 waren hier der Stab und Teile des „132e Régiment d’infanterie de ligne“ untergebracht. Außerdem befand sich in der Kaserne das Ausrüstungsdepot des „332e Régiment d’infanterie“ (Inaktives Reserveregiment) und des „46e Régiment d’infanterie territoriale“ (Inaktives Reserveregiment).
Im Ersten Weltkrieg wurden die Gebäude zerstört, aber in den 1920er Jahren wieder aufgebaut.
Bis zum Jahre 1992 lag hier in der nunmehr Quartier Colbert genannten Kaserne das „1er bataillon de chasseurs à pied“ (1. Bataillon der Jäger zu Fuß) und das Mobilmachungsbüro für dessen Reservebataillon, das „41e bataillon de chasseurs à pied“ (41e groupe de chasseurs). Danach wurde die Kaserne aufgegeben.
Obwohl zunächst zum Abriss bestimmt, wurde dann entschieden, die wichtigsten Gebäude zu erhalten  und in das Stadtbild zu integrieren. Die Aufsichtsbehörde über das Vorhaben ist die Stadt Reims in Zusammenarbeit mit der „Association de défense La Tour des Trois-Museaux“.